# Die Dunkelheit in den Bergen
Die Dunkelheit in den Bergen ist ein Roman des Schweizer Autors Silvio Huonder. Er erschien im September 2012 im Verlag Nagel & Kimche. Die geschilderten Ereignisse basieren im Wesentlichen auf historischen Fakten. 

## Inhalt

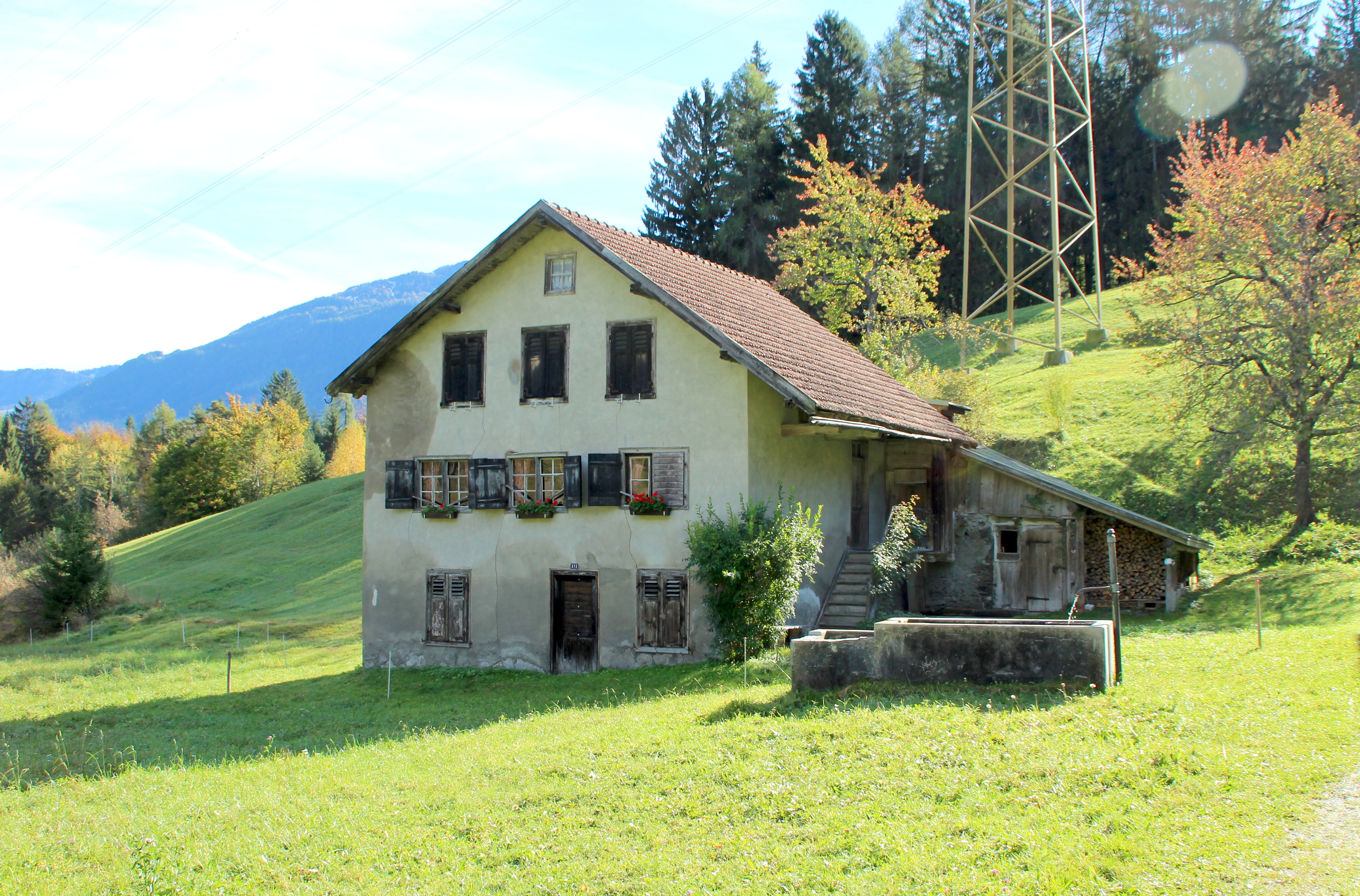
Die Weihermühle bei Bonaduz, Schauplatz des Mordes

Am 12. Juli 1821 werden in der abgelegenen Weihermühle bei Bonaduz in der Nähe von Chur im schweizerischen Kanton Graubünden der Müller und zwei Mägde ermordet aufgefunden. Mit der Hilfe der beiden eben eingestellten Landjäger Linus Hostetter und Karl Rauch, die eben aus dem Dienst der königlich-niederländischen Armee zurückgekehrt sind, untersucht Verhörrichter Baron Johann Heinrich von Mont den Fall.
In einer Nebenhandlung erfährt der Leser schnell, wer die Täter sind: die in Versam lebenden Brüder Hansmartin und Hans Bonadurer und der herumziehende Tiroler Uhrmacher und Gelegenheitsarbeiter Franz Rimmel. Ihr Plan sieht vor, den Müller und die Magd zu betäuben und dann auszurauben. Der Plan misslingt, die Angelegenheit läuft aus dem Ruder: Der Müller, die Magd und eine zweite, zufälligerweise anwesende ehemalige Magd werden mit zahlreichen Axthieben und Messerstichen getötet. Dank Hinweisen aus der Bevölkerung fällt der Verdacht bald auf Franz Rimmel.
Es gelingt den beiden Landjägern, Rimmel bei seiner Flucht durch das Safiental und über den Safierberg zu folgen und in Splügen zu fassen. Sie bringen ihn ins Gefängnis nach Chur, wo er gesteht. Er erwähnt die Brüder Bonadurer, nimmt jedoch die Schuld auf sich.
Dank eines Hinweises von Bonadurers Frau Anna gelingt es dem Richter, mit Hilfe der Landjäger und einigen Männern, die Flüchtenden im Geburtshaus des Barons, der seit zwanzig Jahren leerstehenden Burg Löwenberg bei Schluein, festzunehmen und ebenfalls nach Chur zu bringen. Dort hat sich Franz Rimmel angesichts der bevorstehenden sicheren Todesstrafe in seiner Zelle erhängt. Zur Abschreckung wurde er oberhalb Chur an den Galgen gehängt, wo er «hängen sollte, bis er von selbst herabfällt».
Im Prozess werden die Brüder Bonadurer mangels Beweisen nicht hingerichtet, aber ausgepeitscht und zu lebenslanger Haft verurteilt. 
Im Epilog erfährt man, dass der jüngere Bruder offenbar im Gefängnis gestorben ist, der ältere wurde im hohen Alter begnadigt. Hansmartin Bonadurer starb am 4. Mai 1852 in seinem Haus in Versam. Was sich am 12. Juli in der Weihersmühle tatsächlich zutrug, wurde nie restlos geklärt.

## Kritiken
„Silvio Huonder ist ein absolut stilsicherer, viruoser Könner, bei dem jedes Wort sitzt.“

„Der Leser ist den Ermittlern immer um eine Nasenlänge voraus. Das mindert aber nicht die Spannung an diesem Roman, der von großer atmosphärischer Dichte ist. Unheimlich, düster, schaurig wirken die Bergwelt und ihre archaischen Bewohner.“

## Ausgaben
- Hardcover: Nagel & Kimche, München, ISBN 978-3-312-00542-0.

Bühnenfassung: Silvio Huonder. Uraufführung im Theater Chur, 2014.